# Urho Kaleva Kekkonen
Urho Kaleva Kekkonen (3. září 1900 Pielavesi – 31. srpna 1986 Helsinky) byl finský politik, prezident, premiér, ministr vnitra, spravedlnosti a zahraničních věcí. Kekkonen pokračoval v Paasikiviho politice známé jako Paasikiviho–Kekkonenova linie. Je nejdéle sloužícím prezidentem v historii Finska. V anketě Velcí Finové z roku 2006 mu hlasy diváků finské televize přisoudily 3. místo za maršálem Mannerheimem a Ristem Rytim.

## Život
Vyrostl v rodině lesníka, což ho nasměrovalo k agrárnickému hnutí, ačkoli sám byl spíše městským intelektuálem. V občanské válce bojoval na straně vlády, tedy „bílých“. V roce 1921 se přestěhoval do Helsinek a tam začal pracovat jako policista. Vystudoval nakonec práva na Helsinské univerzitě. Během studií se také věnoval sportu – v roce 1924 se stal mistrem Finska ve skoku do výšky (zájem o sport ho nikdy neopustil, proto byl později předsedou finské atletické asociace a také finského olympijského výboru), ale také novinařině, byl šéfredaktorem studentských novin Ylioppilaslehti (1927–1928). Dizertační práci obhájil roku 1936. Ve stejném roce byl prvně zvolen za Agrární ligu (dnes Finský střed) do parlamentu, Eduskunty. Vzápětí získal první vládní post, ministra spravedlnosti a zastával ho do roku 1937 (stejný post držel znovu v letech 1944–1946 a krátce roku 1951). V roce 1937 se stal ministrem vnitra (do 1939, znovu pak v letech 1950–1951).
Ještě v roce 1940 zastával silně protisovětské postoje a byl jedním ze dvou poslanců parlamentu, kteří hlasovali proti odstoupení území Sovětskému svazu po prohrané zimní válce. Kolem roku 1943 však pojal přesvědčení, že Finsko za válku proti Sovětskému svazu bude muset zaplatit neutralitou vychýlenou spíše ve prospěch Sovětů než západu. Toto přesvědčení pak převedl do politické praxe po válce na postu ministra zahraničí (1952–1953, 1954) a sdílel ho zejména s Juho Kusti Paasikivim, poválečným prezidentem, proto se hovoří o Paasikiviho–Kekkonenově linii, často též o „finlandizaci“. V letech 1948–1950 byl též předsedou parlamentu. Roku 1950 kandidoval proti Paasikivimu na prezidenta, ale prohrál. Paasikivi ho pak jmenoval premiérem a Keekonen držel tento post tři roky. Vrátil se na pozici předsedy vlády v roce 1954 a držel ji až do roku 1956, kdy se na dlouhá léta stal finským prezidentem (znovuzvolení v letech 1962, 1968 a 1978, součástí bylo i výjimečné prodloužení mandátu o tři roky). Rezignoval na úřad prezidenta sám, roku 1981, po srdečním infarktu.

## Politický styl
Jeho politický styl byl často kritizován. Během prezidentování rozhodoval o zahraniční politice často sám, bez vlády. Typickým rysem jeho politiky bylo také využívání sovětského vlivu v domácí politice, roku 1953, když ztratil post premiéra, například vyhrožoval, že Sovětský svaz přeruší úvěrování Finska, když nebude znovu jmenován premiérem. Podobný model použil vícekrát. Navzdory tomu, že takto patrně zvyšoval sovětský vliv ve Finsku, mnozí oceňují, že svou taktikou udržel Finsko v neutrální pozici a se západním ekonomickým modelem. Výrazným milníkem bylo obsazení Československa vojsky Varšavské smlouvy roku 1968. Tento krok Kekkonena zneklidnil a zvýšil důraz na udržení neutrality a odstupu od Sovětů. Na Sověty tlačil často hrozbou své rezignace. Vrchol zažil roku 1975, kdy v Helsinkách hostil Konferenci o bezpečnosti a spolupráci v Evropě (známá jako Helsinská konference). To neutrální pozici Finska posílilo, byť tlaku Sovětů čelilo i posléze.
Dalším typickým rysem jeho politiky byla široká síť jeho spojenců a přátel ve státních úřadech a na významných místech ekonomického a společenského života. Velmi silně zasahoval do vzniku vlád a bývalo pověstnou skutečností, že finská vláda musí mít „spíše důvěru prezidenta než parlamentu“, což mnozí kritizovali i se proti tomu bouřili.
Ve Finsku je po něm pojmenován národní park.

## Propojení s KGB
Finský historik Kimmo Rentola přišel s názorem, že Kekkonen byl ve spojení s KGB už před svým prezidentstvím a že „Chruščov dal pokyn… komunisté dostali příkazy… a Kekkonen byl zvolen tou nejtěsnější většinou.“ Kekkonen byl tehdy zvolen 151 hlasy z 300.
Další historik David R. Kirby zase tvrdí, že prezidentovo jednání v Moskvě při Nótové krizi „může být chápáno jako nezvratný důkaz, že se prezident a jeho okolí pravidelně a aktivně stýkali s KGB.“ Rozpaky budí i neaktivita jindy až nadmíru aktivního prezidenta při Krizi nočního mrazu, která přispěla k pádu vlády a nahrála Moskvě.
Důkazem toho, že Kekkonen byl nejenom ve spojení s KGB, ale dokonce i jejím agentem, má být svědectví přeběhlého agenta KGB Anatolije Golicyna. Ten přeběhl v roce 1961 a podle autora Johna C. Auslanda „Západním tajným službám řekl, že několik vlivných politiků Finska pracovalo pro KGB. Ten nejdůležitější z nich měl krycí jméno Timo. Z popisu Timovy činnosti bylo jasné, že se jedná o Kekkonena.“ Kekkonen na nařčení Západu reagoval tak, že se Sověty se musí někdo dohodnout.
Je však důležité podotknout, že spolupráce s KGB byla pro finskou politiku i obchodní sféry běžná po celou dobu studené války a ze spolupráce dokázala těžit jak sovětská tak i finská strana.